# Rue du Château-d'Eau
Pour les articles homonymes, voir Château d'eau (homonymie).
La rue du Château-d'Eau est une voie du 10e arrondissement de Paris.

## Situation et accès
La rue commence au 1, boulevard de Magenta et se termine 68, rue du Faubourg-Saint-Denis. Elle croise notamment le boulevard de Strasbourg où se trouve la station de métro Château d'Eau à laquelle elle donne son nom.
La rue du Château-d'Eau est desservie notamment par les stations de métro République et Château d'Eau.

## Origine du nom

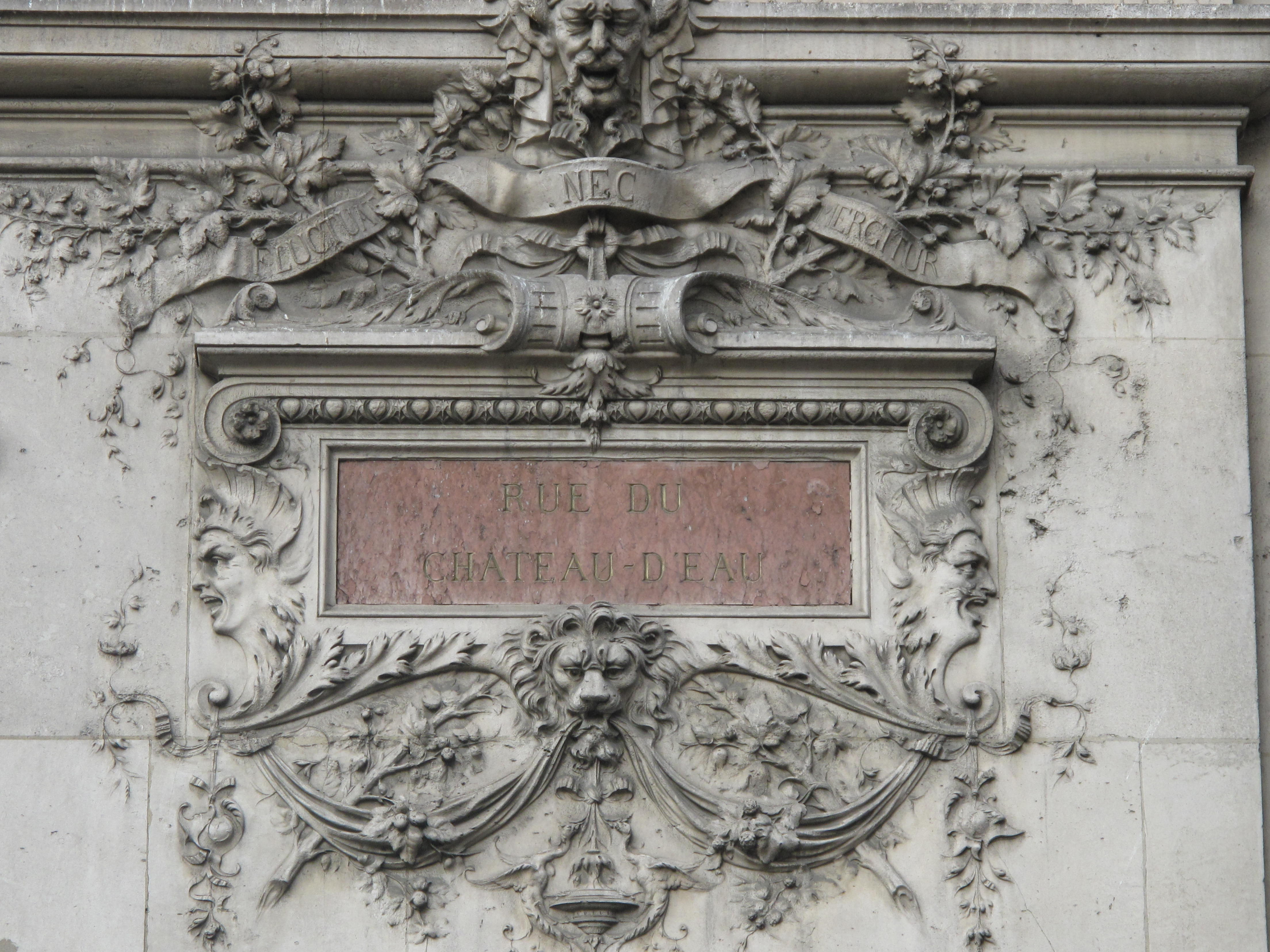
Une ancienne plaque de la rue.

La rue porte son nom du fait qu'elle menait, à son extrémité est, au château d'eau — qui était en fait une fontaine — qui se trouvait à l'emplacement de l'actuelle place de la République, qui s'appela d'ailleurs « place de Château-d'Eau » jusqu'en 1879.
Le Château-d'Eau était une fontaine construite d'après les dessins de Girard, formée d'un bassin circulaire au milieu duquel s'élevaient en gradins trois autres bassins, dans lesquels huit lions en bronze lançaient l'eau par la gueule. Inaugurée le 15 août 1811, elle était placée
au centre de la place du Château-d'Eau, sur la gauche du monument actuel de la République. Lors de la transformation de cette place en
1869, la fontaine aux lions après avoir été enlevée et transportée dans la cour d'entrée du marché-abattoir de La Villette (actuelle place de la Fontaine-aux-Lions) où elle sert d'abreuvoir pour le bétail, puis réédifiée en 1880
place Daumesnil.

## Historique
La partie, comprise entre la rue Léon-Jouhaux et la rue du Faubourg-Saint-Martin était anciennement un chemin qui longeait, du côté de la ville, le Grand Égout découvert. Dans les années 1760, l'égout commence à être couvert pour des raisons de salubrité, créant de facto une rue, que le plan de Verniquet indique sous le nom de « rue Neuve-Saint-Nicolas », nom qu'elle devait à une enseigne. Une ordonnance du 21 novembre 1837 porte : 
« Article 1. Est déclarée d'utilité publique l'exécution immédiate de l'alignement du côté droit, numéros pairs, de la « rue Neuve-Saint-Nicolas-Saint-Martin », tel qu'il a été arrêté par l'ordonnance royale du 6 mars 1828. En conséquence, la Ville de Paris est autorisée à acquérir à l'amiable, au prix qui sera fixé par une expertise contradictoire, et, s'il y a lieu, par l'application de la loi du 7 juillet 1833, les bâtiments et terrains qui excèdent l'alignement ci-dessus mentionné, etc. »
Cette importante amélioration a été complètement réalisée en 1841.
La partie, comprise entre la rue du Faubourg-Saint-Martin et celle du Faubourg-Saint-Denis était originairement, comme la précédente, le chemin qui longeait le grand égout. Sa dénomination de « rue Neuve-Saint-Jean » lui venait d'une enseigne. Une ordonnance royale du 29 novembre 1840 a déclaré d'utilité publique l'élargissement de cette rue au droit des maisons no 2, 4 et 6 et de la propriété no 65, sur la rue du Faubourg-Saint-Martin. Cet élargissement a été complètement exécuté en 1843.
En vertu d'une décision ministérielle, du 11 juin 1851, la « rue Neuve-Saint-Nicolas » et la « rue Neuve-Saint-Jean » sont réunies sous la seule et même dénomination de « rue du Château-d'Eau ».
Les aménagements du Second Empire transforment la physionomie de la rue : les boulevards de Magenta et de Strasbourg sont percés, la mairie du 10e arrondissement, la caserne de pompiers et le marché Saint-Martin sont construits, etc.

## Bâtiments remarquables et lieux de mémoire
- No 3 : bourse du travail de Paris, construite de 1888 à 1896 par Joseph-Antoine Bouvard (1840-1920), alors architecte de la Ville de Paris. Sa façade imposante de cinq étages aux pilastres corinthiens monumentaux surmontés d'une horloge est de style « Renaissance classique ».
- No 8 : immeuble de rapport construit par Jules Sédille et son fils Paul.
- No 16 : immeuble construit en 1846 par Jules et Paul Sédille, architectes du « premier » magasin Printemps, à Paris avant son incendie.
- No 16 : vers 1778, Charles-Henri Sanson, bourreau de Paris sous la Révolution française, s'installa à ce  même numéro (rue Neuve-Saint-Jean à l'époque)[2].
- Au no 20 se trouvait la salle de bal, salle Barthélemy, du nom de l'architecte qui l'avait construite en 1847 ; elle sera démolie en 1866[3].
- No 29 : Maison de la culture yiddish, inaugurée ici le 2 décembre 2010 en présence de David de Rothschild[4] ; on y trouve la bibliothèque Medem.
- Nos 31-33 : marché Saint-Martin édifié en 1854 et modernisé, à l'exception des portes d'entrée, en 1987.
- No 34 : ancien petit bistrot Belle Époque Le Petit Château d’eau, qui a conservé sa décoration de 1904.

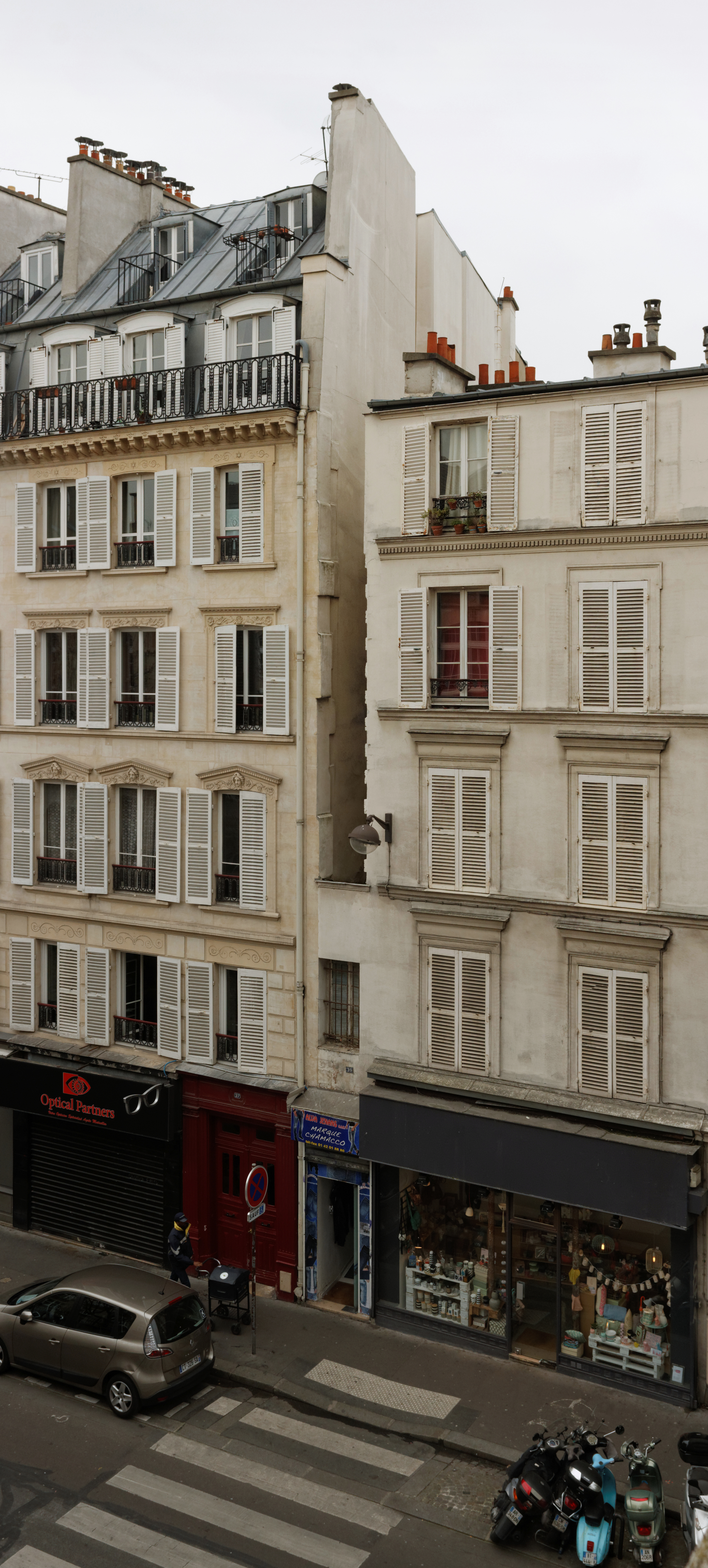
N°39 : la plus petite maison de Paris.

- No 39 : la plus petite maison de Paris avec seulement 1,20 m de large pour 5 m de haut[5].
- Nos 42-44-46 : ancien immeuble de rapport Louis-Philippe à trois portails, aujourd'hui séparés, donnant sur plusieurs cours traversantes typiques du quartier. Simone Faïf (1942-2023), artiste peintre, vécut au n°42.

- No 45 : réalisé par l’architecte Rives, l’immeuble est primé au Concours de façades de la ville de Paris de 1901[6].
- No 48 : anciens communs de l'hôtel Gouthière, devenus petits ateliers industriels au XIXe siècle. Quartier général du candidat PS Benoît Hamon pour l'élection présidentielle de 2017[7].
- No 50 : caserne de la Brigade de sapeurs-pompiers de Paris construite en 1849 pour loger la 2e compagnie de pompiers.
- No 52 : tribunal d'instance dans la mairie du 10e arrondissement construite à partir de 1892[8] sur l'emplacement de l'ancienne caserne du Château-d'Eau incendiée en 1848[9].
- No 61 : ancien café-concert créé en 1876, qui prend le nom de Concert du XIXe siècle en 1882, puis successivement ceux d'Éden-Comédie et Nouveau-Théâtre du Château d'Eau[10], avant — de 1946 à 1965 — devenir le cinéma Le Château d'Eau[11]. Dans les années 1990, la salle est exploitée en tant que cabaret Les Étoiles, mais cesse son activité en 2007. Les locaux sont repris en 2011, les nouveaux propriétaires y entreprennent d'importants travaux tout en conservant l'esprit du lieu, préservant ainsi le dernier nom d'enseigne (cependant la façade néo-classique n'est pas conservée)[12]. Depuis la réouverture en novembre 2014, Les Étoiles cumule des activités de salle de concert, club, espace événementiel et lieu de création.
  - En mars 1957, le groupe homosexuel Arcadie se dote d'un lieu d'accueil, pudiquement baptisé Club littéraire et scientifique des pays latins (Clespala)L[13], au 61, rue du Château-d'Eau, qui fut de fait longtemps le seul lieu de Paris et même de toute la France où deux personnes de même sexe pouvaient danser ensemble sans souci. Des banquets, des débats, des conférences et des après-midi dansantes (une fois par mois) se développent, accueillant chaque mois jusqu'à dix mille personnes[13]. Le groupe disparaît en 1982[14].
- No 68 : immeuble signalé comme « maison de tolérance » féminine et masculine en 1916[15].
- No 76 : ancien siège de l'éditeur Charles Levy, qui édita notamment des affiches pour le théâtre des Folies Bergère, les Affiches américaines Charles Levy.

## Galerie

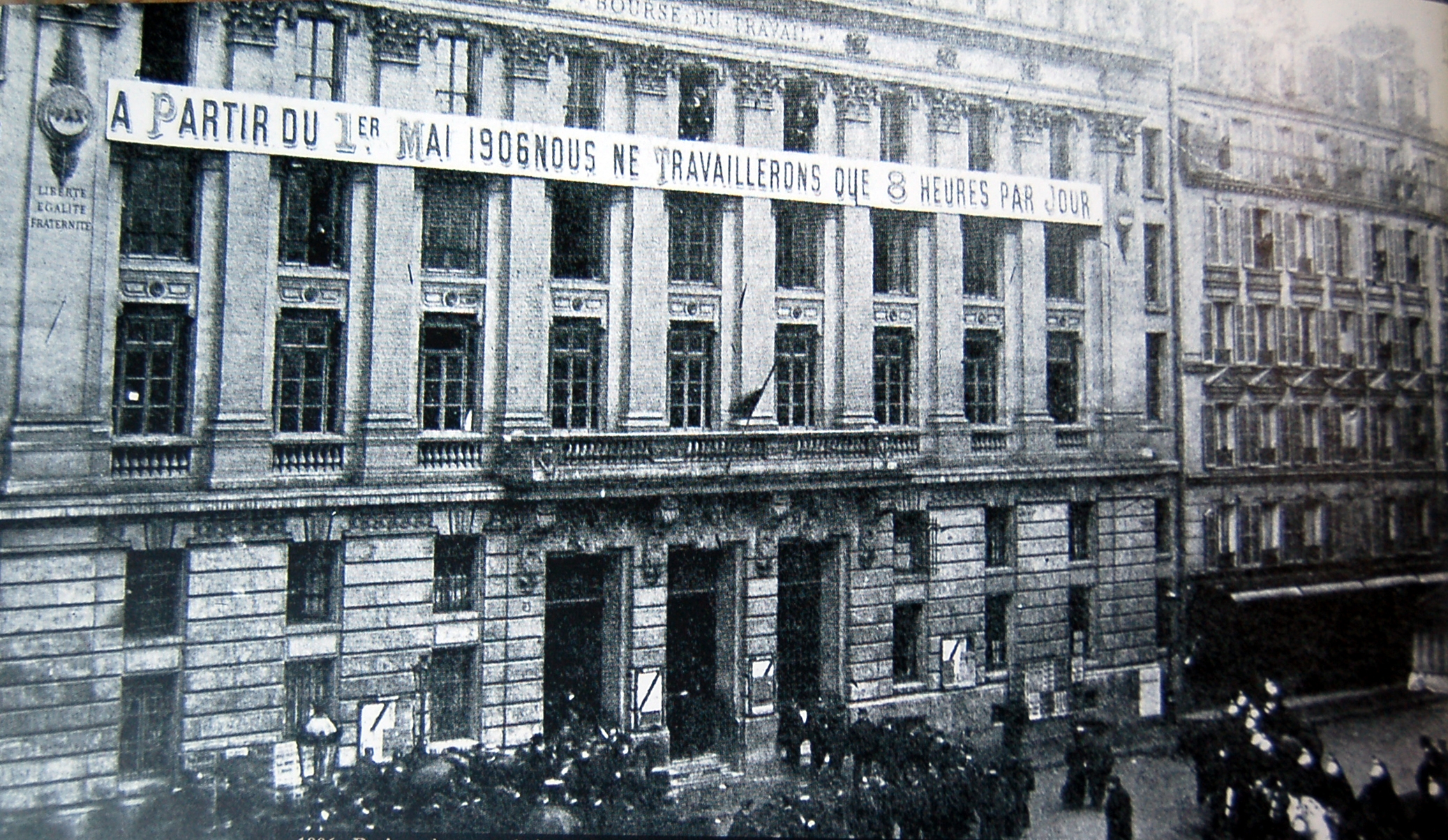
La bourse du travail, 3, rue du Château-d'Eau (1906). Grève pour les huit heures.
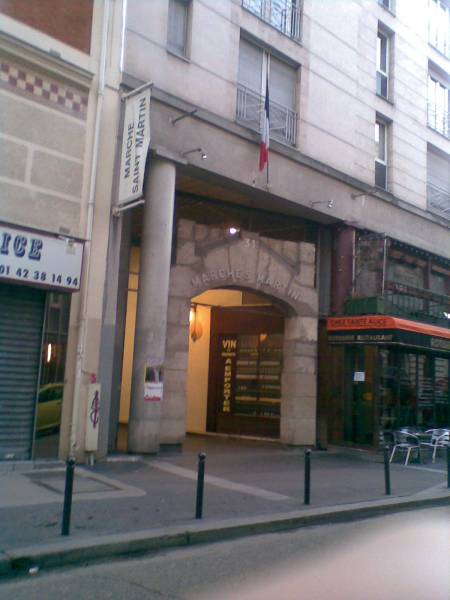
Une entrée du marché Saint-Martin (2010).
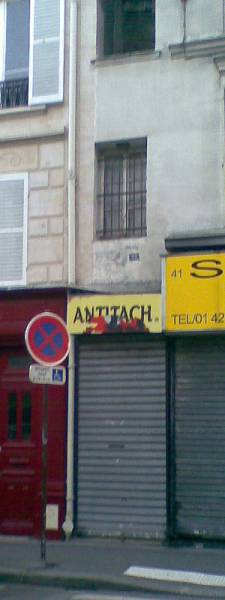
La plus petite maison de Paris, 39, rue du Château-d'Eau (2010).
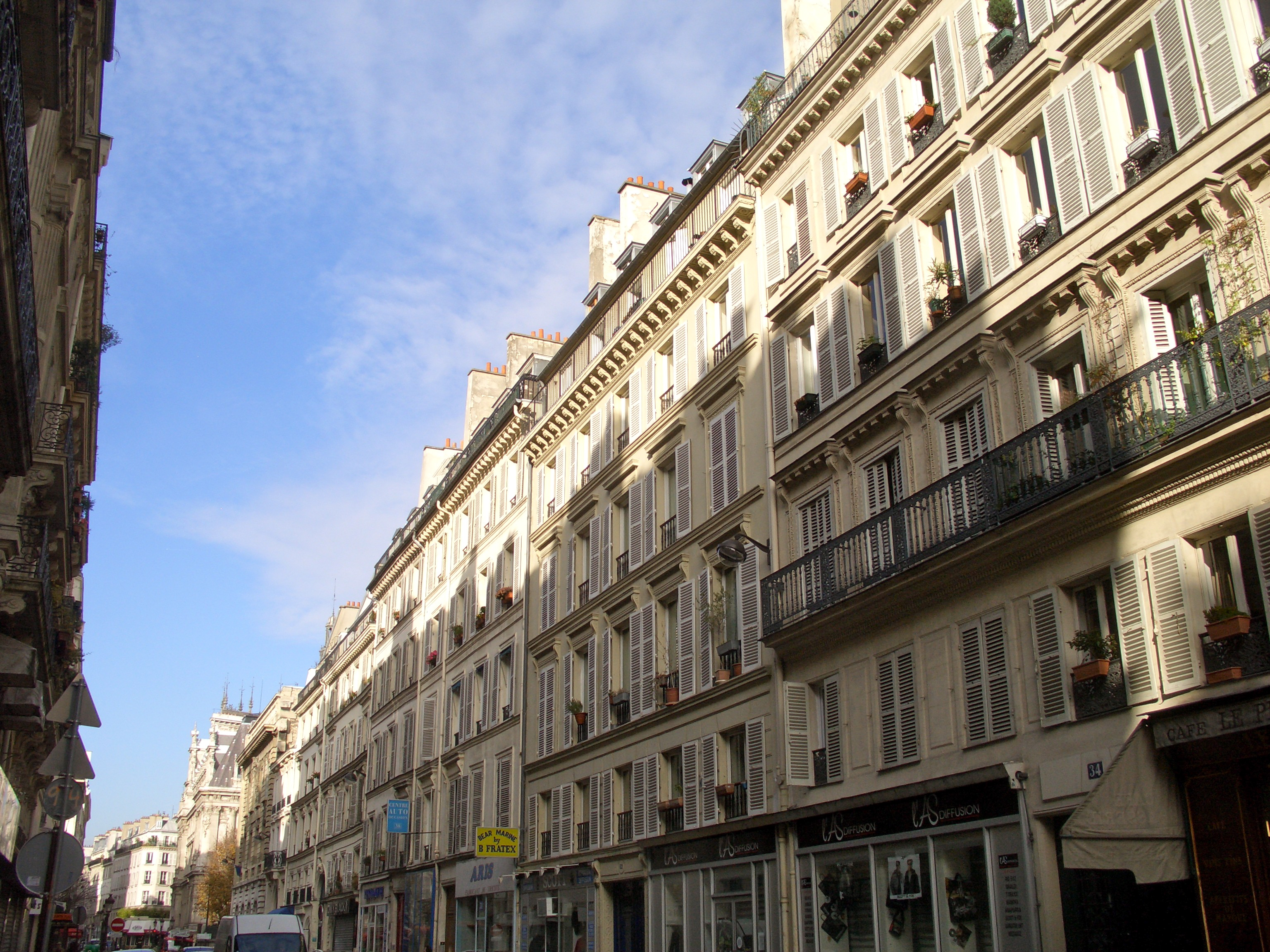
Vue des bâtiments de la rue.